# Gonnesa
Gonnesa ist eine italienische Gemeinde auf Sardinien mit 4557 Einwohnern (Stand 31. Dezember 2023) in der Provinz Sulcis Iglesiente.

## Geografische Lage
Der Ort liegt im Südwesten der Insel. Die Nachbargemeinden sind: Carbonia, Iglesias und Portoscuso.

## Geschichte

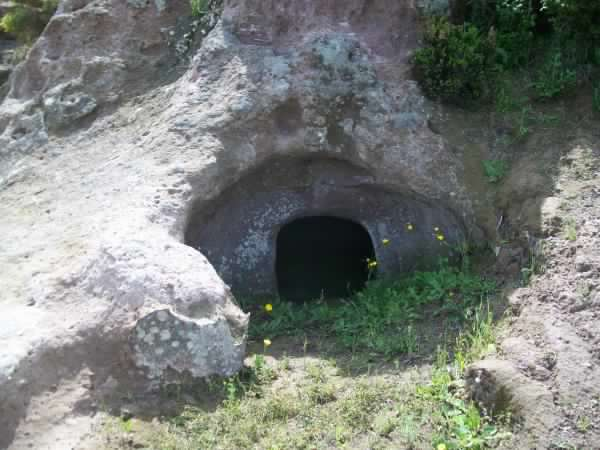
Domus de Janas von Maverru

Gonnesa wurde zwischen dem 11. und 13. Jahrhundert besiedelt und war ursprünglich ein bäuerliches Zentrum. Seit 1400 war die Gegend jedoch weitgehend entvölkert. Erst 1774 wurde sie wieder besiedelt. Der Bergbau, der schon seit 1300 betrieben wurde, wurde der wichtigste Wirtschaftszweig bis nach dem Zweiten Weltkrieg, dann wurden die meisten Minen geschlossen. 1906 kam es zu einem blutig niedergeschlagenen Aufstand der Bergarbeiter um bessere Lebens- und Arbeitsbedingungen, der landesweit für Aufsehen sorgte.
Seddas Modizzis, vier Kilometer östlich des Ortes, ist ein aufgelassenes Zinnbergwerk mit Ruinen der Aufbereitung und Halden.

## Wirtschaft
Heute ist der Tourismus ein wichtiger Wirtschaftszweig. Besonders die Strände am Golf von Gonnesa, der Protonuraghe Is Bangius, die Brunnenheiligtümer und Menhire und Domus de Janas der archäologischen Stätte Murru Moi ziehen zahlreiche Touristen und Einheimische an. Der schöne Strand Plag’e Mesu zwischen Fontanamare und Tonnara ist längst kein Geheimtipp mehr.

## Verkehr
Der Ort ist durch die Staatsstraße 126 mit Iglesias verbunden.